# Charles Boursin
Charles Boursin, född 6 december 1901 i Nantes, död 27 december 1971 i Paris, var en fransk entomolog som var specialiserad på nattflyn.
Auktorsnamnet Boursin kan användas för Charles Boursin i samband med ett vetenskapligt namn inom zoologin; se Wikipedia-artiklar som länkar till auktorsnamnet.